# Hezb-e Wahdat
Hezb-e Wahdat (Enhetspartiet) var en av de väpnade grupper i Afghanistan som tillsammans gick under beteckningen mujaheddin och som har sitt ursprung i 1980-talets kamp mot den sovjetiska invasionen av landet. Partiet bildades 1990 genom sammanslagning av ett antal shiamuslimska grupper i området Hazarajat i centrala Afghanistan. Dess förste ledare var Abdul Ali Mazari, som mördades av talibanerna 1995 och efterträddes av Karim Khalili.

## Grundande och Mazaris ledarskap 1990-1995
Under en stor del av 1980-talet undvek Sovjetunionen och Kabulregeringen större militära offensiver i det svårtillgängliga område som kallas Hazarajat och som beboddes huvudsakligen av shiamuslimska hazarer. Olika grupper i området utkämpade från 1982 ett inbördeskrig, delvis som följd av olika syn på den iranska revolutionen 1979 och olika syn på ayatollah Khomeinis version av shiitisk islam. De flesta av dessa grupper enades 1990 under ledning av Abdul Ali Mazari, som hade lett den Iranstödda gruppen Sazman-e Nasr. Iran stödde inte bildandet av ett enat parti men när det väl bildats gav man det inledningsvis ändå sitt stöd.
Ideologiskt var de flesta av Hezb-e Wahdats grundare politiska islamister och grundningsdokumentet klargjorde att partiet skulle vara en i huvudsak shia-muslimsk organisation. Jämfört med andra religiöst baserade partier i Afghanistan präglades det av en relativ öppenhet som bland annat visades genom att kvinnor ingick i ledarrådet och att man inrättade en speciell speciell för kvinnofrågor, ledd av en universitetsutbildad hazarisk kvinna. Gradvis ändrades inriktningen från det islamistiska till att lägga mer vikt vid rättigheterna för den historiskt sett förtryckta hazariska minoriteten.
Efter den sovjetstödda Kabulregeringens fall 1992 utbröt ett inbördeskrig mellan olika delar av mujaheddin, med skiftande allianser dem emellan. Mycket av striderna skedde inne i Kabul, där Hezb-e Wahdats trupper hade sin bas i den västra delen. I januari 1994 allierade sig Hezb-e Wahdat med Gulbuddin Hekmatyar:s Hezb-e Islami och andra grupper mot den svaga men internationellt erkända regering som leddes av Burhanuddin Rabbani, med Ahmad Shah Massoud som försvarsminister.
I mars 1995 hade talibanerna vuxit sig starka och var på väg att attackera Kabul, vilket rubbade den bräckliga maktbalansen ytterligare. Talibanerna var i första hand ett hot mot Hekmatyars posteringar söder om centrum. Hekmatyar flydde och Massouds regeringsstyrkor påbörjade en stor offensiv mot Hezb-e Wahdat. Som svar på detta tillät Hezb-e Wahdat talibanerna att passera de egna frontlinjerna utan strid, med avsikten att Massouds stridskrafter då skulle riktas mot talibanerna i stället. En del av Wahdats trupper accepterade inte det beslutet utan vände sig, under ledning av Muhammad Akbari, mot talibanerna, varefter regeringstrupperna tillfälligt drev bort talibanerna från staden. Talibanerna ansåg sig förrådda av Hezb-e Wahdat. Den 13 mars tillfångatog de Wahdats ledare Mazari och ett antal andra medlemmar av Wahdats centralkommitté och dödade dem.
Splittringen inom partiet hade påbörjats redan tidigare. Abdul Ali Mazari hade öppnat partiet för hazarer oavsett social och politisk bakgrund, och från 1992 kom vänsterinriktade och utbildade hazarer i Kabul in i partiets ledning. De jihadistiska delarna av partiet motsatte sig detta, med Muhammad Akbari som drivande kraft. Akbaris fraktion motsatte sig också Wahdats samarbete med Hekmatyar och ville i stället samarbeta med Massoud och Rabbanis regering.

## Wahdat under talibanernas regeringstid 1996 - 2001
Efter Mazaris död kvarstod splittringen inom partiet. Karim Khalili valdes till ny partiledare för den större grupp som stött Mazari. Under Khalilis ledning återtog partiet kontrollen över Hazarajat och anslöt sig till den motståndsrörelse mot talibanerna som kallas Norra Alliansen, ledd av den tidigare motståndaren Ahmad Shah Massoud. Ledaren för partiets andra fraktion, Muhammad Akbaris fraktion, även den med namnet Wahdat, allierade sig år 1998 till talibanerna.
1998 intogs Mazar-e Sharif av talibanerna. Staden var en av Norra alliansens viktigaste fästen och en central bas för Hezb-e Wahdats trupper. Tusentals av stadens hazariska invånare dödades eller fängslades och nederlaget innebar ett svårt bakslag för Hezb-e Wahdat. Kort därefter intog talibanerna även Bamiyan där partiet hade sitt nya högkvarter, och tog kontrollen över nästan hela Hazarajat. Därmed upphörde Hezb-e Wahdat att vara en betydande politisk organisation. Khalili flydde till Iran och även övriga politiska och militära ledare flydde till grannländerna.

## Tiden efter 2001
Efter USA:s invasion och talibanernas fall 2001 fick det politiskt och militärt försvagade Wahdat åter kontrollen över Hazarajat. Båda fraktionerna deltog i interimsadministrationen 2001-2002 och i övergångsadministrationen 2002-2003. År 2005 accepterade partiledningen FN:s krav på motståndsgrupperna att upplösa sina militära organisationer och övergå till att bli civila politiska partier. Övergången innebar nya spänningar mellan religiöst skolade ledare och välutbildade hazarer med nya idéer om demokrati och mänskliga rättigheter. Motsvarande svårigheter uppstod även inom andra partier men blev tydligare inom Hezb-e Wahdat eftersom den utbildade klassen var relativt sett större bland hazarer än andra folkgrupper.
Splittringen i partiet visades sig vid presidentvalet 2005, då en av Wahdats ledare Muhammad Mohaqiq kandiderade till presidentposten medan Karim Khalili kandiderade som andre vice president i Hamid Karzais kampanj. Konflikterna mellan dem och andra ledare inom Wahdat ledde till att partiet splittrades i fyra organisationer, som var och en kallades Hezb-e Wahdat med olika tilläggsnamn. År 2009 var ingen av dessa grupper i närheten av den styrka och anseende som det enade partiet hade haft.